# (6326) Idamiyoshi
(6326) Idamiyoshi  es un asteroide del cinturón principal perteneciente al cinturón de asteroides, región del sistema solar que se encuentra entre las órbitas de Marte y Júpiter.
Fue descubierto el 18 de marzo de 1991 por Atsushi Sugie desde el  Observatorio Astronómico Dynic.

## Designación y nombre
Designado provisionalmente como 1991 FJ1 fue nombrado en honor de Miyoshi Ida (n. 1953), profesora y observadora activa de ocultaciones. Hizo la primera observación desde Japón de una ocultación por un planeta menor, la de una estrella por (106) Dione el 26 de febrero de 1983.

## Características orbitales
(6326) Idamiyoshi está situado a una distancia media del Sol de 2,682 ua, pudiendo alejarse hasta 3,031 ua y acercarse hasta 2,334 ua. Su excentricidad es 0,130 y la inclinación orbital 12,585 grados. Emplea 1604,57 días en completar una órbita alrededor del Sol.
Pertenece a la familia de asteroides de (15) Eunomia.

## Características físicas
La magnitud absoluta de (6326) Idamiyoshi es 12,95. Tiene 6,856 km de diámetro y su albedo se estima en 0,376.